# Leptofoenus westwoodi
Leptofoenus westwoodi är en stekelart som först beskrevs av William Harris Ashmead 1895.  Leptofoenus westwoodi ingår i släktet Leptofoenus och familjen puppglanssteklar. Inga underarter finns listade i Catalogue of Life.